# Yves Lessard
Yves Lessard (2 janvier 1943 - ) est un homme politique québécois. Né en Abitibi mais résident de Saint-Basile-le-Grand depuis 35 ans.

## Carrière syndicale
Yves Lessard a travaillé 12 ans, à partir de 1957, à l’hôpital de Val-d’Or. Il y a été cuisinier, puis  magasinier. Après avoir travaillé à l'implantation de syndicats dans plusieurs hôpitaux de l'Abitibi, il est recruté en 1969 pour travailler au sein de la CSN à Sherbrooke, en tant que conseiller syndical. À l'automne 1982, il est élu président de la Fédération des affaires sociales de la CSN, regroupement qui porte aujourd’hui le nom de Fédération de la santé et des services sociaux. Il occupera ce poste pendant 5 ans. Après sa présidence, il travailla à la formation de négociateurs syndicaux pour la CSN.

## Carrière politique
De 2001 à 2004, il était conseiller municipal de Saint-Basile-le-Grand. À l'élection fédérale canadienne de 2004, il est élu à la Chambre des communes du Canada en tant que candidat du Bloc québécois dans la circonscription Chambly—Borduas. Il a été réélu en 2006 et 2008. Il est le critique du Bloc québécois en matière de Ressources humaines et de développement social.
Défait en 2011, il a continué à s'impliquer dans différentes causes, notamment celle du rapatriement de l'assurance-emploi canadien vers le Québec, pour que la province puisse se donner son propre régime. Les tenants de ce mouvement estiment que le gouvernement fédéral ne respecte pas les cotisants (travailleurs et employeurs) en s'appropriant des sommes importantes à partir de la caisse du régime d'assurance emploi. Il a participé à une tournée organisée par le Conseil national des Chômeurs et Chômeuses et la CSN (Confédération des syndicats nationaux). Ce mouvement n'a toujours pas eu de suite à ce jour.
Citoyen engagé, Yves Lessard a été l’un des leaders les plus tenaces de la Montérégie pour obtenir la décontamination du site et des environs du désastre environnemental majeur causé par l’incendie des BPC, survenu le 23 août 1988, à Saint-Basile-le-Grand. Le comité de vigilance, dont Yves Lessard était le porte-parole, a finalement permis aux citoyens de retrouver un milieu de vie sain et sécuritaire.
Il est candidat du Bloc québécois dans la circonscription de Beloeil-Chambly en 2015 aux élections du 19 octobre. Son principal enjeu est de combattre les projets des pétrolières qui veulent faire du Québec «l'autoroute du pétrole» de l'Ouest, vers l'Est et vers l'exportation. Avec 27,68 % des suffrages, il termine troisième et échoue à regagner sa circonscription derrière Matthew Dubé, député néodémocrate sortant qui est réélu avec 31,07 % des voix, et la libérale Karine Desjardins (29,34 %).
À la suite des élections municipales de 2017, il se fait élire maire de la ville de Saint-Basile-le-Grand. Il est réélu en 2021.

## Vie privée
Il se marie en 1965, de cette union naissent 3 enfants, dont Annie Lessard qui a été vice-présidente du Bloc québécois de 2011 à 2014 et candidate du Parti québécois aux élections générales québécoises de 2018. Sa petite-fille, Rose Lessard, a été élue en 2022 présidente du Forum jeunesse du Bloc québécois.

### Résultats électoraux
- Élection à la mairie de Saint-Basile-le-Grand (2017)

| Partis                         | Partis              | Candidats pour la mairie                  | Vote  | %     |
| ------------------------------ | ------------------- | ----------------------------------------- | ----- | ----- |
|                                | Indépendant         | Yves Lessard                              | 2 941 | 53,63 |
|                                | Parti grandbasilois | Maurice Cantin (Sortant d'un autre poste) | 1 762 | 32,13 |
|                                | Indépendant         | André Métivier                            | 781   | 14,24 |
| Taux de participation : 44,6 % |                     |                                           |       |       |

- Élection à la mairie de Saint-Basile-le-Grand (2021)

| Partis | Partis              | Candidats pour la mairie | Vote  | %     |
| ------ | ------------------- | ------------------------ | ----- | ----- |
|        | Indépendant         | Yves Lessard (Sortant)   | 2 269 | 52,15 |
|        | Parti grandbasilois | Maurice Cantin           | 2 082 | 47,85 |